# Volcanal

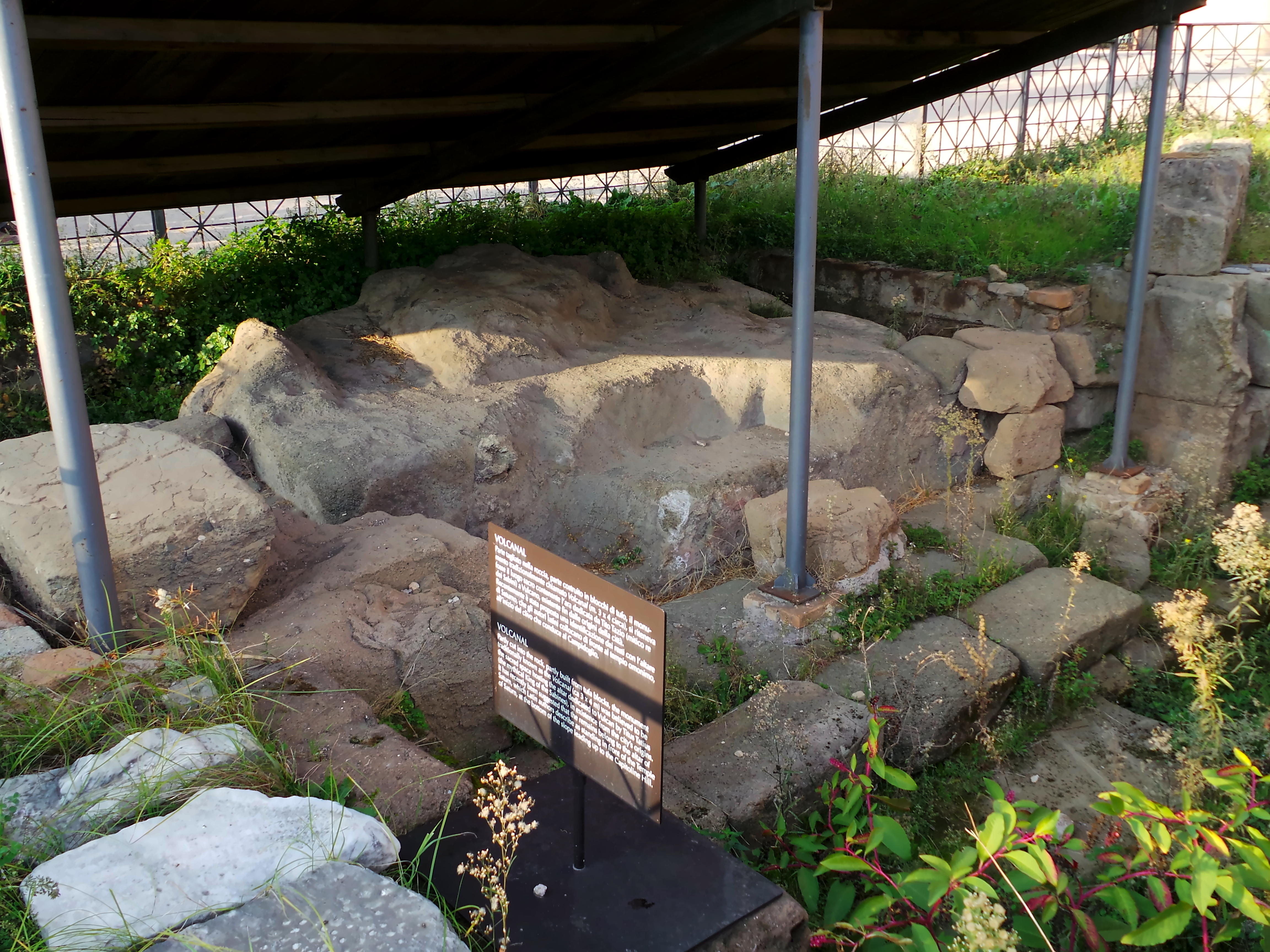
Volcanal; der Altar wurde zum Teil in den Fels gehauen und zum Teil aus Tuffsteinblöcken erbaut. Der heute sichtbare Teil hat die Ausmaße von etwa 3 × 4 m

Der Volcanal, der Altar des Feuer- und Schmiedegottes Vulcanus, ist eines der ältesten Heiligtümer des Forum Romanum in Rom und liegt hinter dem Umbilicus urbis. Es ist jedoch nicht gesichert, ob er vielleicht auch dem Gott Saturnus geweiht war. Das Heiligtum soll von dem Sabinerkönig Titus Tatius gegründet worden sein. Er stammt aus dem 6. oder 7. Jahrhundert v. Chr., wurde später aber teilweise verändert.